# World of Illusion Starring Mickey Mouse and Donald Duck
World of Illusion Starring Mickey Mouse and Donald Duck is een platformspel dat werd ontwikkeld en uitgegeven door Sega voor de Mega Drive. Het computerspel kwam uit in december 1992 en is onderdeel van Sega's Illusion-serie.
In Japan kwam het spel uit onder de titel I Love Mickey & Donald: Fushigi na Magic Box.

## Plot
Tijdens de voorbereiding voor hun goochelshow ontdekken Mickey Mouse en Donald Duck een magische doos. Deze blijkt van de boosaardige Boris Boef te zijn. Plotseling worden Mickey en Donald meegenomen naar zijn magische wereld. Ze moeten nu samenwerken om Boris te verslaan en een weg terug zien te vinden.

## Gameplay
Spelers kunnen zowel alleen spelen als Mickey of Donald, of met twee spelers samenwerken in coöpmodus. Door hun magische cape te gebruiken kunnen zij vijanden verslaan. Na het verslaan van de eindbaas in elk level leren Mickey en Donald een nieuwe truc waarmee ze verder komen in het volgende level. Elk personage heeft unieke eigenschappen zodat het level grotendeels verschilt. Zo kan Mickey makkelijk tussen kieren komen en moet Donald omlopen om voorbij het obstakel te geraken.
World of Illusion bevat vijf levels; Het betoverde woud, Boven de wolken, Avontuur onderwater, De bibliotheek en De magische doos. Er zijn nog drie sublevels aanwezig die optioneel gespeeld kunnen worden.

## Ontwerp
De muziek en het grafische ontwerp leent ideeën uit Disney's animatiefilms, waaronder Sneeuwwitje, Pinokkio, Fantasia, Doornroosje, Merlijn de Tovenaar en De kleine Zeemeermin. De kaartridders in level vijf zijn afkomstig uit Disney's adaptatie van Alice in Wonderland uit 1951.